# Isla Dugi
Isla Dugi (en croata: Dugi otok; que significa «Isla larga») es la séptima isla más grande en el mar Adriático, parte de Croacia. Se encuentra cerca de la costa dálmata, al oeste de Zadar. Es la más grande y más oriental de las Islas Zadarian y debe su nombre a su forma distintiva (es larga tiene 45 km de largo por 5 km de ancho con un área de 114 km²). Su altitud alcanza los 300 m, y muchas de sus partes más altas contienen bosques de pino marítimo.
La costa occidental es alta, y muchos de los pueblos se agrupan en la parte oriental, incluyendo Sali, el más grande, Božava, Dragove, Soline, Brbinj, Luka, Polje, Verona, Savar, Veli Rat, Zaglav y zman. Un parque natural, Telašćica, cubre la parte sur de la isla y se encuentra junto al parque nacional Islas Kornati.